# Guettarda amblyophylla
Guettarda amblyophylla är en måreväxtart som beskrevs av Ignatz Urban och Erik Leonard Ekman. Guettarda amblyophylla ingår i släktet Guettarda och familjen måreväxter. Inga underarter finns listade i Catalogue of Life.